# توماس هارتلي كراوفورد
توماس هارتلي كراوفورد (بالإنجليزية: Thomas Hartley Crawford)‏ (و. 1786 – 1863 م) هو سياسي، ومحام من الولايات المتحدة الأمريكية .
وهو عضو في الحزب الديمقراطي الأمريكي .

## التعليم
تعلم في جامعة برنستون.